# Suedezii din Estonia

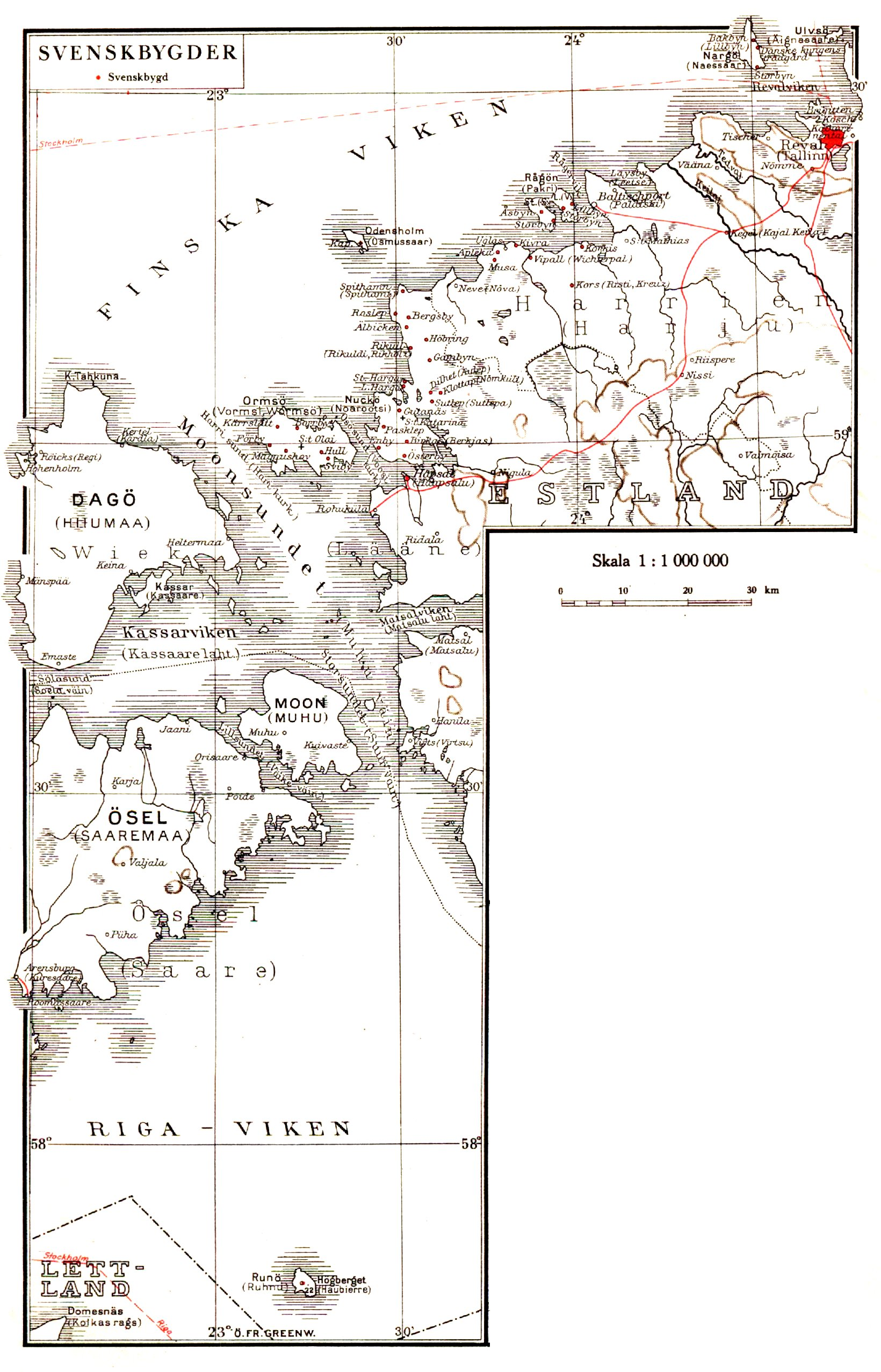
Orașele și satele suedeze din vestul Estoniei

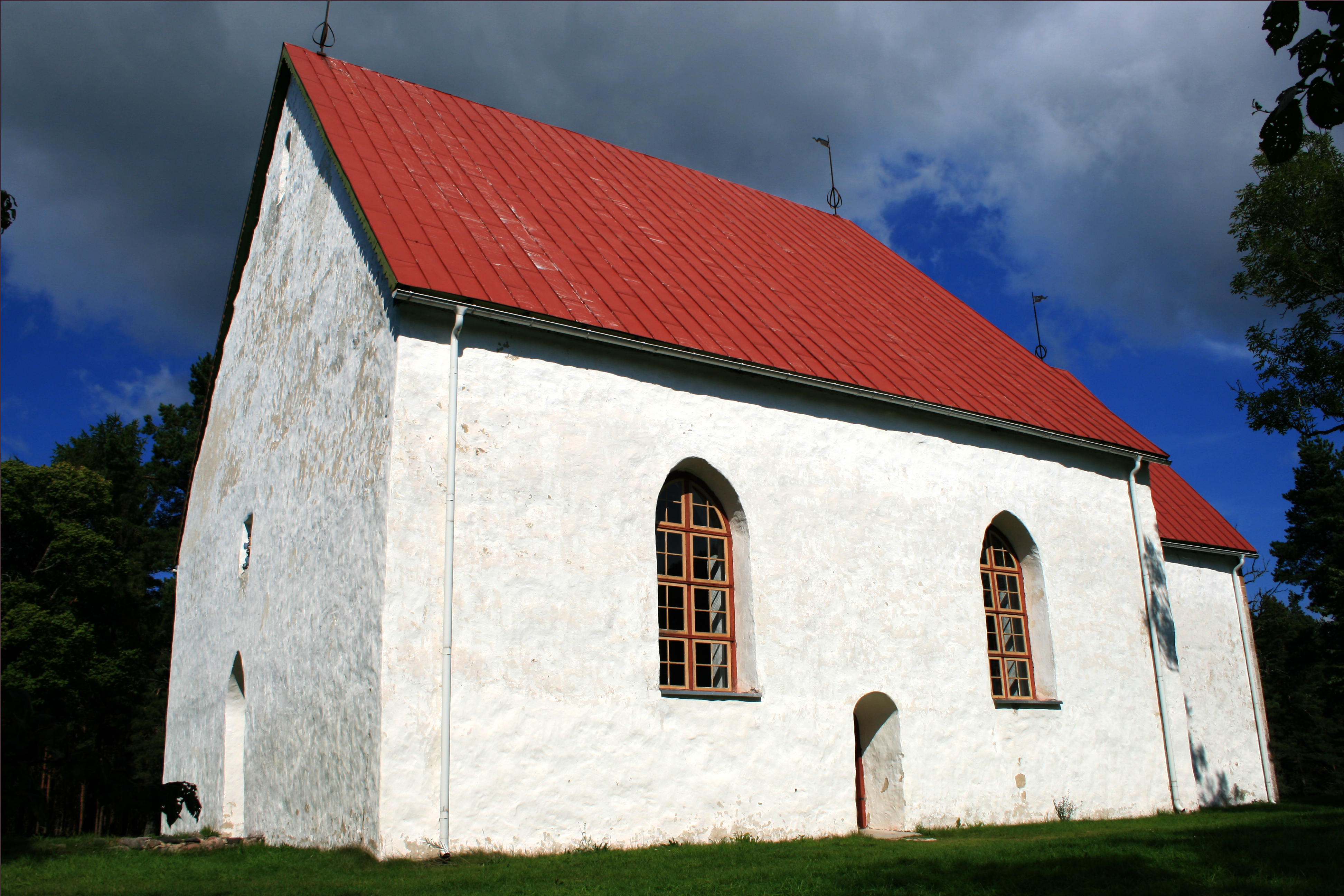
Biserică suedeză în Hullo, Vormsi

Suedezii din Estonia sunt o minoritate vorbitoare de suedeză care locuiesc în zonele de litoral și insulele din nordul și vestul Estoniei din prezent. Aceștia au început să se stabilească în aceste regiuni (cunoscute colectiv și sub numele de Aiboland) în secolele XIII și XIV, când strămoșii acestora, vorbitori de suedeză, au ajuns în Estonia de pe teritoriul Suediei și Finlandei de astăzi. Majoritatea suedezilor din Estonia au fugit în Suedia în timpul celui de-al Doilea Război Mondial, și numai urmașii ai câtorva indivizi care au ales să rămână sunt în continuare rezidenți ai Estoniei.

## Istorie

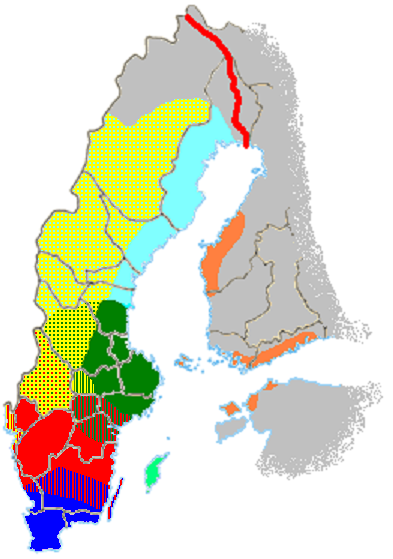
Spațiul lingvistic tradițional suedez cu dialectele estone marcate

### Origini
Comunitatea vorbitoare de suedeză din Estonia are în jur de 650 de ani. De obicei, estonii nu se așezau cu traiul în zonele de litoral, de aceea proprietarii latifundiari au încercat să atragă coloniști suedezi pe pământurile lor. Suedezii erau chiar preferați de aceștia, fiindcă estonii fuseseră doar recent convertiți la creștinism. Nu există informații exacte despre originea geografică a primilor suedezi care s-au mutat în Estonia, asemenea detalii nefiind menționate în sursele scrise. Cel mai probabil migranții au venit din Gotland, coasta de est a Suediei și așezările suedeze din Finlanda. Prima mențiune scrisă despre comunitatea suedeză este datată din anul 1294, găsită în legile orașului Haapsalu. Alte mențiuni timpurii provin din 1341 și 1345 (când o mănăstire estonă din Padise a vândut ”moșia Laoküla” și insula Suur-Pakri unui grup de suedezi). Pe parcursul sec. XIII-XV, un număr mare de suedezi au părăsit Finlanda, care pe atunci era parte a Regatului Suedez (și continuase să fie până în 1809), și s-au mutat cu traiul pe coasta Estoniei, deseori pe pământuri deținute de Biserică. Primul document cunoscut ce atestă insula Ruhnu și populația ei suedeză este o scrisoare din anul 1341 trimisă de episcopul de Curlanda, care confirmă dreptul locuitorilor insulei de a trăi și a-și administra proprietățile conform legilor suedeze.
Inițial, numărul nou-veniților suedezi era mic. Mai mulți au ajuns să se mute în regiune începând cu deceniul 1340, când o răscoală estonă eșuată a lăsat satele și moșiile fără țărani. Cel mai mare influx de suedezi a fost înregistrat în sec. XV și XVI. Aceștia, pe lângă dreptul de a utiliza legile și cutumele suedeze, au fost impozitați relativ mai lejer. În același timp, suedezii din Estonia erau practic toți șerbi. În deceniul 1560 locuiau în jur de 1000 de familii suedeze în Estonia. Imigrarea lor a luat sfârșit în sec. XVI și numărul lor a scăzut în perioada 1560-1650 din cauza multitudinii de războaie care au avut loc în regiune. Cel mai probabil războaiele și epidemiile au luat viața la jumătate din populația suedeză din Estonia și aceasta s-a întors la nivelul său din anii 1560 abia la mijlocul sec. XVII.

### Estonia în cadrul Suediei

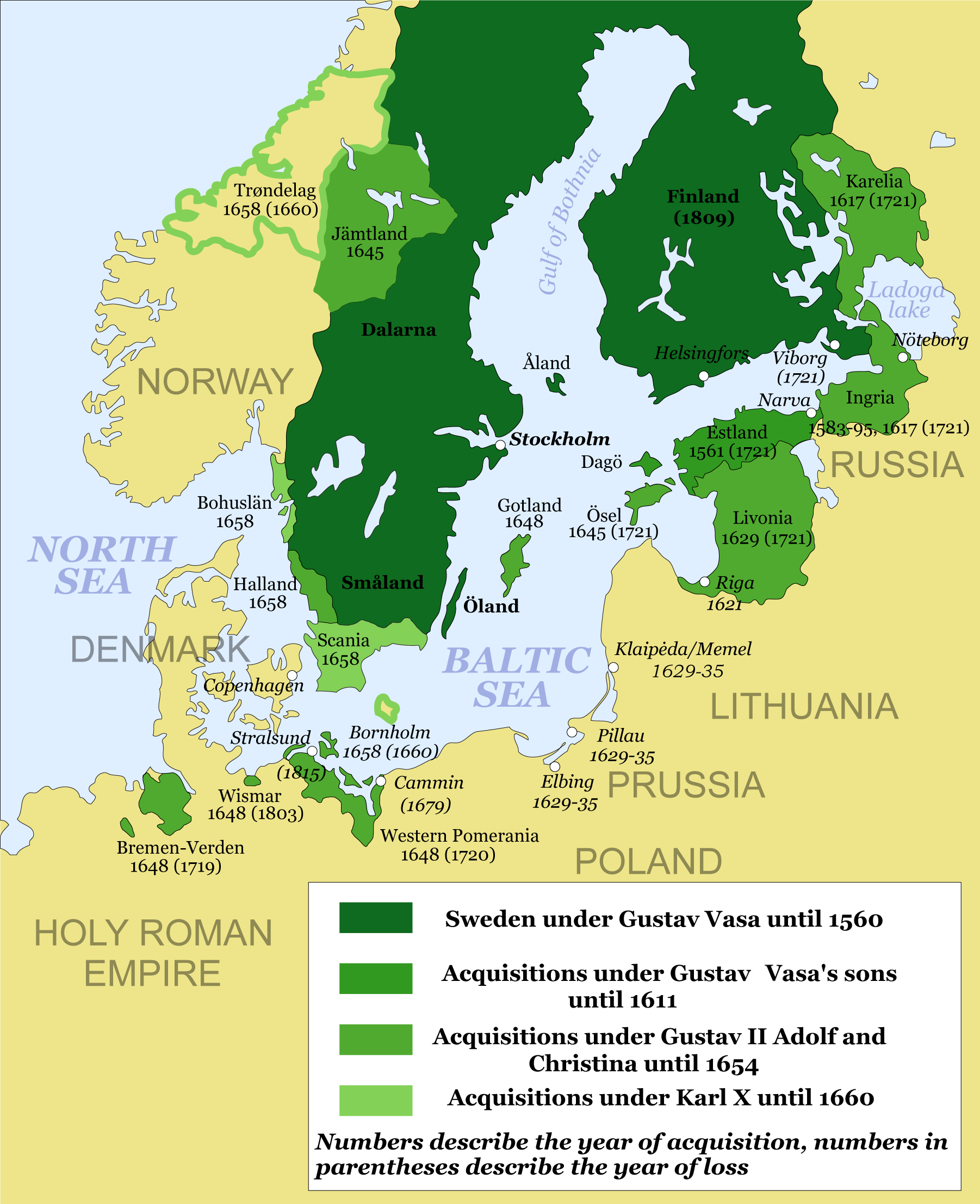
Imperiul Suedez în 1658, inclusiv dominionul Estoniei Suedeze și dominionul Livoniei Suedeze (astăzi sudul Estoniei).

În 1561 Suedia a instituit dominionul Estoniei Suedeze, care a existat până în 1710 (de jure până în 1721, când teritoriul a fost cedat Rusiei în urma Tratatului de la Nystad). Suedezii din Estonia au prosperat în această perioadă. Suedeza, alături de germana și estona, a fost una dintre limbile oficiale ale regiunii. Au existat însă mai multe încercări de a reduce privilegiile țăranilor suedezi și a-i aduce la același nivel cu statutul estonilor. Acestea au dus la apariția mai multor litigii între proprietarii latifundiari și țărani, majoritatea fiind câștigate de primii. La sfârșitul sec. XVII Estonia a fost cuprinsă de foamete, iar la începutul sec. XVIII de o epidemie de gripă.

### Dominația țaristă
Odată ce Ordinul Teutonic a pierdut o mare parte din puterea sa în sec. XVI și dominionul Estoniei Suedeze a fost acaparat de Rusia ca urmare a Marelui Război al Nordului, condițiile în care trăiau suedezii din Estonia s-au înrăutățit: moșiile pe care s-au stabilit erau deseori confiscate de la Biserică și oferite nobilimii locale, iar drept rezultat taxele au fost mărite. Situația a rămas aceeași pe parcursul întregii perioade țariste, și suferințele suedezilor au continuat din mai multe perspective.
Reforma agrară din 1816 care a abolit șerbia în rândul estonilor nu a fost aplicată și asupra suedezilor din Estonia, majoritatea cărora pe de altă parte nu mai erau șerbi. Situația suedezilor din Estonia s-a ameliorat începând cu deceniile 1850 și 1860 datorită unor noi reforme agrare, dar aceștia au rămas discriminați până la sfârșitul dominației țariste.
În anii 1880 s-a început rusificarea regiunii baltice, populația fiind presată să se convertească la confesiunea ortodoxă. În regiunile locuite de suedezi acest proces a fost mai intens doar pe insula Vormsi, unde circa 500 de locuitori au trecut la Biserica Ortodoxă. O parte din aceștia au revenit la confesiunea lor tradițională luterană înainte de începutul sec. XX. Tentativele de rusificare au dus la intensificarea spiritului național în rândul suedezilor din Estonia. La începutul sec. XX s-au format primele asociații de suedezi și primul cotidian în limba suedeză din Estonia.

#### Deportările
Pe parcursul perioadei țariste grupuri de suedezi din Estonia au fost strămutați cu forța în alte regiuni ale Imperiului Rus. Cel mai cunoscut caz este cel al celor 1000 de suedezi din Hiiumaa, care în urma unui nou litigiu cu moșierii au fost deportați în Ucraina în 1781 la ordinul împărătesei Ecaterina a II-a. Aceștia au fondat acolo localitatea Gammalsvenskby (în prezent parte a regiunii Herson).

### Perioada interbelică
După Primul Război Mondial și Revoluția Rusă, Republica Estonia și-a declarat independența în anul 1918. Constituția noului stat eston oferea etniilor minoritare dreptul de a decide limba sistemului educațional, de a forma instituții pentru drepturile lor naționale și sociale, de a folosi limba lor maternă în chestiuni oficiale acolo unde acestea constituiau majoritatea populației, și dreptul de a-și declara propria naționalitate. Suedezii, germanii, rușii și evreii aveau fiecare miniștri în noul guvern național. A fost înființată Svenska Folkförbundet, o organizație politică suedeză. În 1925 a fost adoptată o nouă lege care extindea autonomiile culturale, dar rușii și suedezii nu au profitat de aceste noi libertăți, în special din motive economice.

### Al Doilea Război Mondial
În 1939 Uniunea Sovietică a forțat Estonia să semneze un tratat cu privire la o serie de baze militare. Multe insule pe care suedezii din Estonia trăiau au fost confiscate, baze militare au fost construite pe acestea, iar locuitorii forțați să-și părăsească casele. Un an mai târziu Estonia a fost ocupată și anexată de Uniunea Sovietică. Bărbații suedezi au fost înrolați în masă în Armata Roșie, iar pe timpul ocupației germane, în cadrul forțelor armate nemțești (aproximativ 300 de bărbați, dintre care doar o treime a supraviețuit războiului). Majoritatea suedezilor rămași au fugit în Suedia înainte ca armata sovietică să invadeze Estonia a doua oară în 1944. Evacuarea acestora s-a început în 1943 și s-a petrecut pe apă. Majoritatea au traversat întâi golful Finic în bărci, iar odată ajunși în Finlanda și-au continuat drumul spre Suedia. Insula Vormsi a fost probabil singura regiune de unde suedezii au fugit direct în Suedia. De asemenea în 1943, guvernul suedez a ajuns la o înțelegere cu Germania de a transfera 780 de suedezi bolnavi din Estonia, strămutarea celorlalți suedezi din Estonia fiind preconizată pentru 1944. La 8 iunie 1945 printre cei refugiați în Suedia se numărau 6554 de suedezi din Estonia și 21.815 estoni.

### În prezent

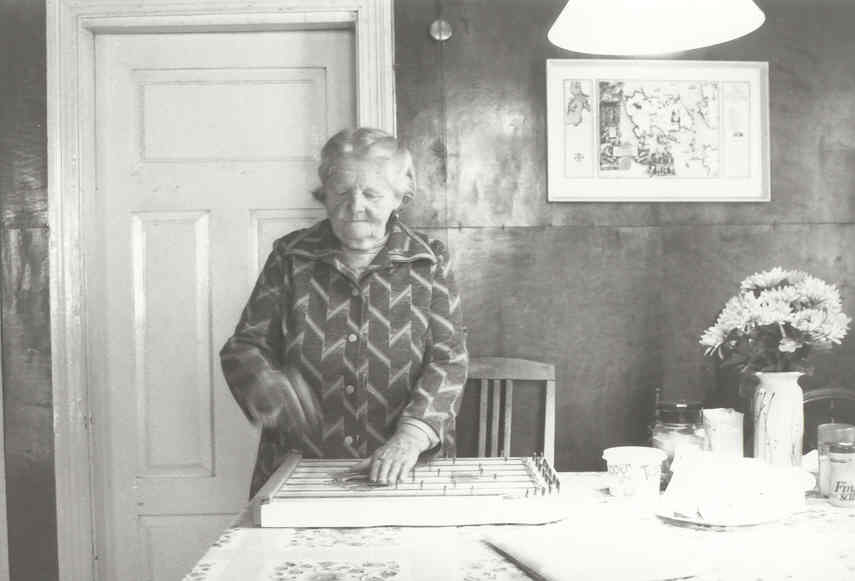
Maria Murman (1911-2004), o suedeză care a rămas în Estonia după cel de-al Doilea Război Mondial, în Vormsi, 1994.

Astăzi, grupuri mici de suedezi încearcă să revină la valorile strămoșești studiind limba și cultura suedeză. Ei sunt conduși de Consiliul Suedez din Estonia și se bucură de susținerea guvernului din țară. În 2000 numărul suedezilor se ridica la numai 300 de indivizi, fiind al 21-lea cel mai mare grup etnic din Estonia.

## Demografie

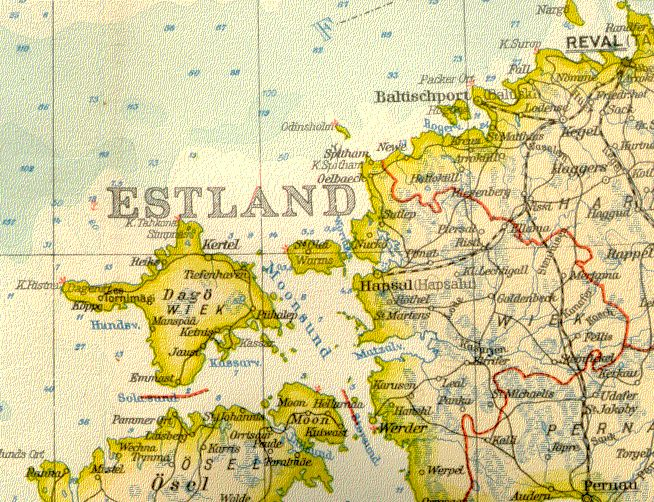
O hartă suedeză mai veche a arhipelagului eston de vest, unde majoritatea suedezilor din Estonia erau concentrați.

Nu avem date despre numărul populației la începutul așezării suedezilor în zonă. La sfârșitul perioadei teutonice aceștia constituiau probabil în jur de o mie de familii, inclusiv 1500 de indivizi care locuiau în capitala Tallinn, ceea ce ar echivala cu 5000-7000 de locuitori sau 2%-3% din populația Estoniei de atunci.
Recensământul rusesc din 1897 indică 5798 de suedezi sau 1,39% din populația guberniei Estonia. Majoritatea lor trăiau în districtul Haapsalu, acolo unde reprezentau o minoritate etnică de 5,6%.
Conform recensământului din 1922 Estonia avea o populație de 1.107.059 de locuitori, iar suedezii constituiau doar 0,7% (sau 7850 de locuitori). Aceștia erau majoritari în unele zone, precum Ruhnu, Vormsi și Riguldi. În 1934 numărul acestora a scăzut puțin, până la 7641 de indivizi. În timpul celui de-al Doilea Război Mondial populația atinsese aproape 10.000 de locuitori, dintre care aproximativ 9.000 s-au refugiat în Suedia. În ajunul războiului două orașe aveau comunități considerabile de suedezi: Haapsalu și Tallinn.
În perioada postbelică cifrele au rămas stabile: 435 de suedezi în 1970, 254 în 1979 și 297 în 1989, atunci când s-au plasat pe locul 26 în topul celor mai mari minorități etnice din Estonia (în perioada interbelică erau a treia, după ruși și germani). Recensământul din 2000 indică un număr de 300 de suedezi, sau a 20-a în topul celor mai mari minorități etnice, însă doar 211 erau cetățeni estoni. Unii estimează numărul real al suedezilor din Estonia la aproximativ 1000 de persoane, deoarece nu toți aleg să-și declare etnia adevărată.

### Ucraina

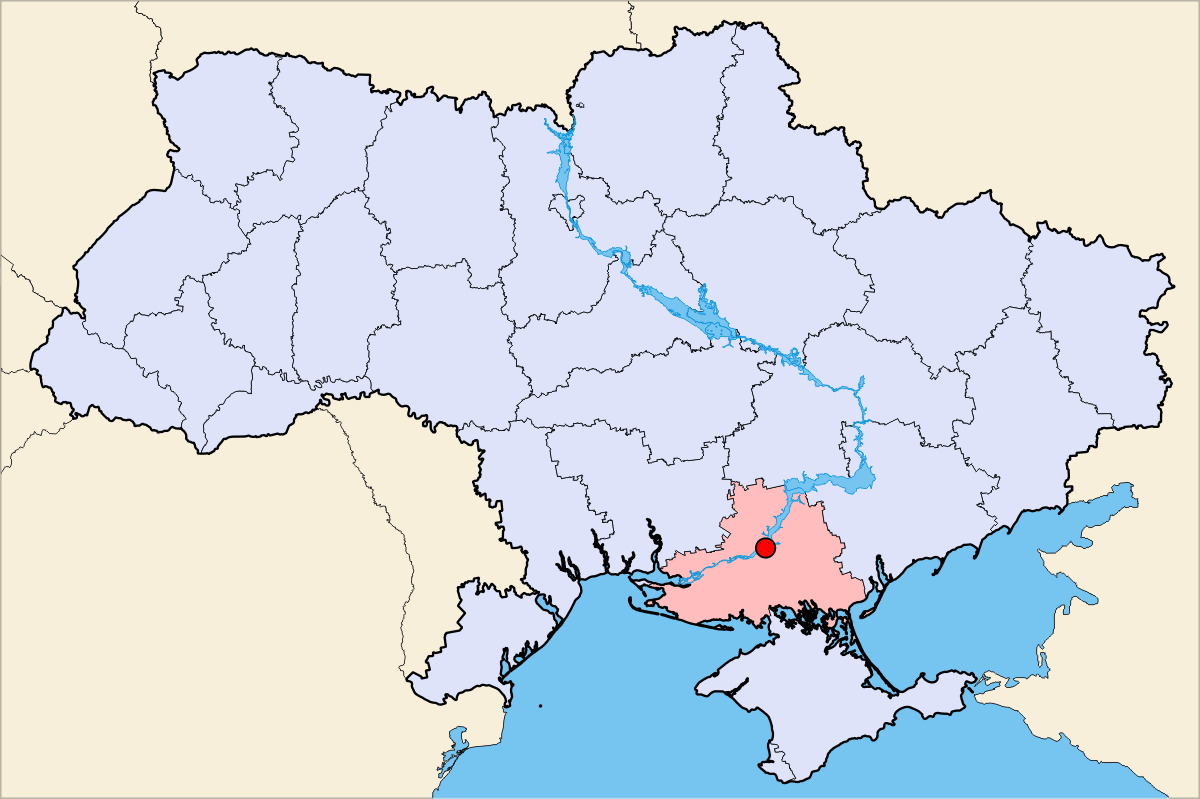
Gammalsvenskby în Ucraina.

Satul Gammalsvenskby din Ucraina, fondat de suedezi deportați din Estonia, a avut o populație considerabilă suedeză până la 1 august 1929 când aproape toți locuitorii satului au fugit în Suedia. În prezent doar câteva sute de rezidenți ai satului sunt de origine suedeză.

## Limbă
Suedezii din Estonia nu au avut niciodată un dialect unificat. Dialectele limbii suedeze din Estonia reprezintă varietăți ale suedezei estice, cu influențe din limba estonă și cuvinte vechi scandinave. Ruhnu a avut propriul dialect; dialectul Vormsi-Noarootsi-Riguldi era vorbit pe insulele respective; o altă varietate era dialectul Pakri-Vihterpalu. Dialectul Hiiumaa este vorbit în continuare de câțiva locuitori ai satului Gammalsvenskby (ei înșiși îl numesc dialectul Gammölsvenskbi).

## Îndeletniciri
Similar estonilor, ocupația de bază a suedezilor din Estonia era agricultura și ei nu aveau vreun statut special în societate, asemenea celui de care se bucurau germanii baltici. Cele mai importante meserii erau creșterea animalelor și pescuitul. În special pe Ruhnu oamenii mai practicau și vânătoarea de foci.